# Republiek Alba
De Republiek Alba (Italiaans: Repubblica di Alba) was een Franse vazalstaat in het noorden van Italië. De republiek werd uitgeroepen op 25 april 1796 in de stad Alba. Het grondgebied van de republiek kwam min of meer overeen met de regio Piëmont. De republiek werd opgeheven en geannexeerd door Frankrijk op 19 april 1801.